# Temple de Juno Lacínia

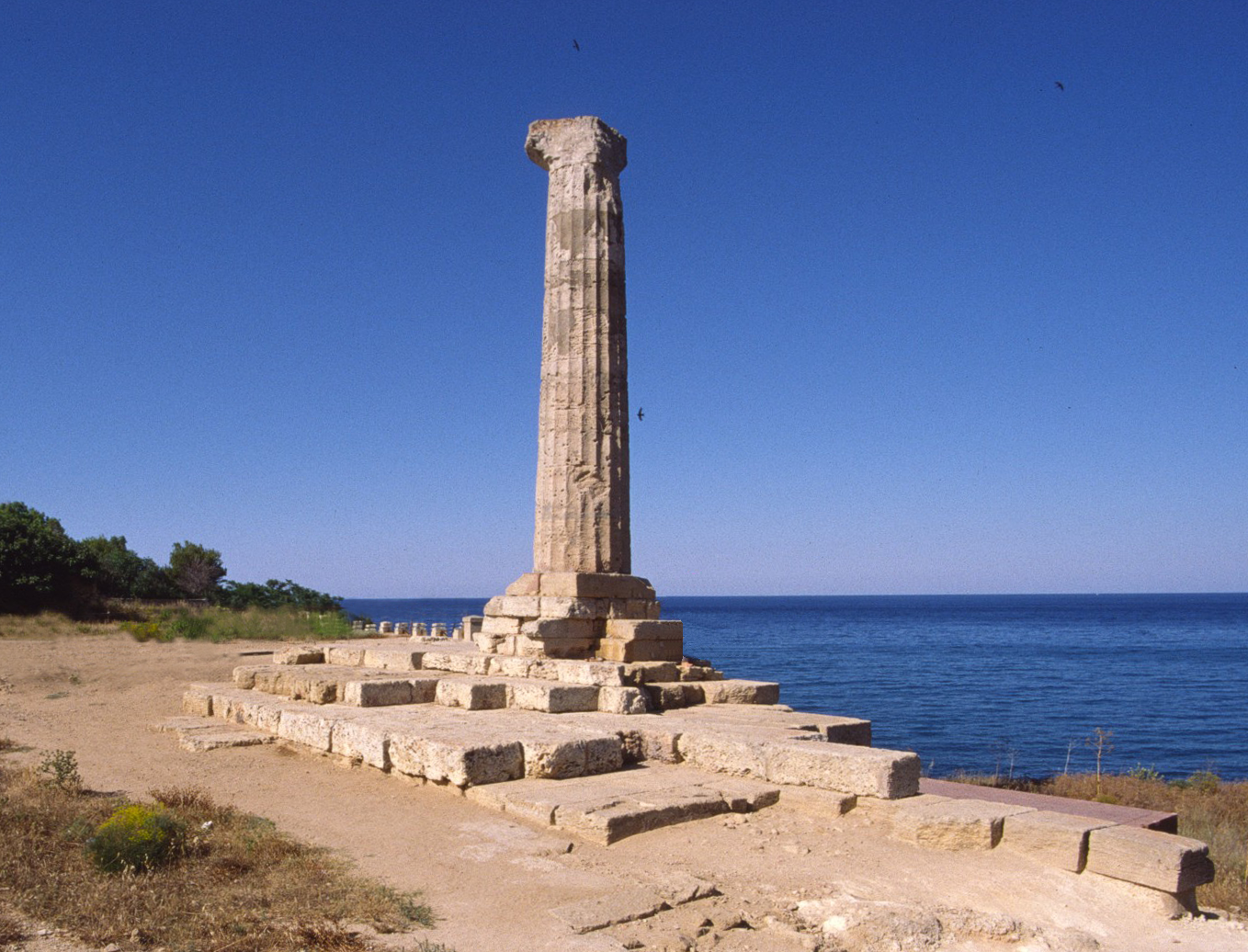
Ruïnes del temple de Juno Lacínia

El Temple de Juno Lacínia (o Hera Lacínia) és un antic temple grec en ruïnes dedicat a Hera (Juno) situat a Capo Colonna, a Calàbria, a prop de Crotona (antiga Kroton). El que en resta és una columna dòrica amb capitell d'uns 8,2 m d'alçada. S'han vist restes de teules de marbre en el lloc  i l'Institut Arqueològic d'Amèrica n'excavà fragments arquitectònics els 1886-1887. Les escultures trobades s'havien tornat a  enterrar, però uns pocs fragments, algunes terracotes i una inscripció dedicatòria a Hera del segle vi abans de la nostra època, en possessió privada a Crotona, són descrits per F. von Duhn en Notizie degli scavi.
La data d'erecció del temple es calcula entre el 480 i el 440 abans de la nostra era; no està registrada per cap escriptor antic. La llegenda diu que el va fundar Hèrcules (Hèracles) després de matar el bandit Lacini, que va intentar robar part del bestiar de Geríon.
El temple ha estat descrit com «potser l'[estructura] més esplèndida del sud d'Itàlia». El tresor federal de la Lliga dels italiotes s'hi traslladà en el segle V ae, i hi va romandre fins que es traslladà a Heraclea de Lucània,a prop de Tàrent.
Abans d'evacuar la península Itàlica en el 206 ae, cap a la fi de la Segona Guerra púnica, Hanníbal dedicà una placa de bronze amb inscripcions en púnic i grec en què es detallaven els seus èxits. En el 173 ae, el censor Quint Fulvi Flac va dedicar el Temple de Fortuna Equestris a Roma, i per a això havia arrancat les teules de marbre del sostre del Temple de Juno. L'any 172 ae, pel dolor de les tràgiques notícies sobre els seus fills, Quint Fulvi Flac es va penjar. «El Senat ordenà que es retornassen les teules, però, com no hi havia ningú que sabés com tornar-les a posar, les van deixar al recinte del temple».
Ciceró cita Luci Celi Antípatre perquè diu que al temple hi havia una columna d'or. Hanníbal va voler saber si era o no d'or massís, va fer-hi un forat i, en determinar que era massís, va decidir emportar-se-la a Cartago. A la nit següent, Juno se li va aparéixer en somnis i el va amenaçar amb perdre l'ull bo que li quedava si se l'emportava. Hanníbal obeí l'advertiment; va manar fondre una petita estàtua d'una vedella —sagrada per a Juno— amb els encenalls del trepant i la muntà sobre la columna.